# 貴志祐介
貴志 祐介（きし ゆうすけ、男性、1959年〈昭和34年〉1月3日 - ）は、日本の小説家。日本推理作家協会、日本SF作家クラブ会員。かつては岸 祐介（きし ゆうすけ）名義で作品を投稿していた。

## 来歴

### 生い立ち
大阪府大阪市出身。幼い頃から読書に親しみ、中学生時代からミステリ小説やSF小説を読み始める。1日で7冊読んだこともあったという。清風南海高等学校、京都大学経済学部卒業。大学4年生の頃に投稿を始めた。大学を卒業して朝日生命保険に入社した当初は小説を書くのを断念していたが、数年後に意欲が芽生えて執筆を再開している。1986年に第12回ハヤカワ・SFコンテストに「岸祐介」名義で応募した、後の『新世界より』の原点となる短編「凍った嘴」が佳作入選する。1987年に「夜の記憶」が早川書房『S-Fマガジン』に掲載された。

### 小説家として
30歳の時、同僚の事故死をきっかけに自分の人生を考え、8年間勤めた朝日生命保険を退職し、執筆・投稿活動に専念する。鈴木光司のホラー小説『リング』を読み、「ホラーというのは、ミステリの文脈でまったく新しいものが書ける」と気づいたという。1994年に日本ホラー小説大賞が創設されると第1回から応募を続け、阪神・淡路大震災の経験を機に、1996年に『ISOLA』（『十三番目の人格 ISOLA』と改題して刊行）で第3回長編賞佳作を受賞し、同作で作家デビュー。1997年に『黒い家』で第4回大賞を受賞した。

## 人物・作風
人間の欲望や狂気が呼び起こす恐怖を描いたホラー作品を発表する一方、『青の炎』では青春ミステリーを、『硝子のハンマー』に始まる防犯探偵・榎本シリーズでは本格ミステリー、『新世界より』ではSFを発表し、幅広いジャンルを手掛けている。
サイコパスが登場する作品が多いため、警察から容疑者の供述について助言を求める電話がいきなりかかってきたり、知り合いがフレネミー（友人を装った敵）ではないかと相談されたりしたことがあるものの、知っている範囲でサイコパスはおらず、見わけもつかないと書いている。
兵庫県西宮市在住。既婚で子供がいる。創作ではクライマックスから逆算していき、まず原理を考えれば加害者や被害者が見えてくるという。趣味はロック音楽の鑑賞で、ELPやレッド・ツェッペリンのファン。

## 受賞・候補歴
- 1986年 -「凍った嘴」で第12回ハヤカワ・SFコンテスト佳作。
- 1996年 -『ISOLA』で第3回日本ホラー小説大賞佳作。
- 1997年 -『黒い家』で第4回日本ホラー小説大賞受賞。
- 2000年 -『青の炎』で第21回吉川英治文学新人賞候補、第13回山本周五郎賞候補。
- 2005年 -『硝子のハンマー』で第58回日本推理作家協会賞（長編及び連作短編集部門）受賞[11]。
- 2008年 -『新世界より』で第29回日本SF大賞受賞[12]。
- 2009年 -『新世界より』で第30回吉川英治文学新人賞候補。
- 2010年 -『悪の教典』で第1回山田風太郎賞受賞[13]、第144回直木三十五賞候補。
- 2011年
  - 『悪の教典』で第32回吉川英治文学新人賞候補。
  - 『ダークゾーン』で第23回将棋ペンクラブ大賞特別賞受賞。
- 2018年 - 『ミステリークロック』で第18回本格ミステリ大賞候補[14]。
- 2021年 - 『防犯探偵・榎本シリーズ』で第6回吉川英治文庫賞候補。

## ミステリ・ランキング
- 週刊文春ミステリーベスト10
  - 1997年 - 『黒い家』4位
  - 2008年 - 『新世界より』9位
  - 2010年 - 『悪の教典』1位
  - 2017年 - 『ミステリークロック』10位
  - 2024年 - 『兎は薄氷に駆ける』20位

- このミステリーがすごい!
  - 1998年 - 『黒い家』2位
  - 1999年 - 『天使の囀り』5位
  - 2000年 - 『青の炎』15位
  - 2005年 - 『硝子のハンマー』6位
  - 2009年 - 『新世界より』5位
  - 2011年 - 『悪の教典』1位
  - 2012年 - 『鍵のかかった部屋』18位
  - 2018年 - 『ミステリークロック』4位
  - 2024年 - 『梅雨物語』26位
  - 2025年 - 『兎は薄氷に駆ける』23位

- 本格ミステリ・ベスト10
  - 2005年 - 『硝子のハンマー』5位
  - 2009年 - 『狐火の家』10位
  - 2012年 - 『鍵のかかった部屋』5位
  - 2018年 - 『ミステリークロック』4位

- ミステリが読みたい!
  - 2011年 - 『悪の教典』2位
  - 2012年 - 『鍵のかかった部屋』6位
  - 2019年 - 『ミステリークロック』4位

## 作品一覧

### 単著

#### 防犯探偵・榎本シリーズ
- 硝子のハンマー（2004年4月 角川書店 / 2007年10月 角川文庫）
- 狐火の家（2008年3月 角川書店 / 2011年9月 角川文庫）
  - 収録作品：狐火の家 / 黒い牙 / 盤端の迷宮 / 犬のみぞ知る Dog Knows
- 鍵のかかった部屋（2011年7月 角川書店 / 2012年4月 角川文庫）
  - 収録作品：佇む男 / 鍵のかかった部屋 / 歪んだ箱 / 密室劇場
- ミステリークロック（2017年10月 KADOKAWA）
  - 収録作品：ゆるやかな自殺 / 鏡の国の殺人 / ミステリークロック / コロッサスの鉤爪
    - 【分冊】ミステリークロック（2020年11月 角川文庫）
      - 収録作品：ゆるやかな自殺 / ミステリークロック

    - 【分冊】コロッサスの鉤爪（2020年11月 角川文庫）
      - 収録作品：鏡の国の殺人 / コロッサスの鉤爪

#### 雨物語シリーズ
- 秋雨物語 (2022年11月 角川書店 / 2024年10月 角川ホラー文庫)
  - 収録作品：餓鬼の田 / フーグ / 白鳥の歌 -スワン・ソング- / こっくりさん
- 梅雨物語 (2023年7月 角川書店 / 2025年6月 角川ホラー文庫）
  - 収録作品：皐月闇 / ぼくとう奇譚 / くさびら

#### ノンシリーズ作品
- 十三番目の人格 ISOLA（1996年4月 角川ホラー文庫 / 1999年12月 角川書店）
- 黒い家（1997年6月 角川書店 / 1998年12月 角川ホラー文庫 / 1999年11月 【映画版】角川ホラー文庫）
- 天使の囀り（1998年6月 角川書店 / 2000年12月 角川ホラー文庫）
- クリムゾンの迷宮（1999年4月 角川ホラー文庫 / 2003年2月 角川書店）
- 青の炎（1999年10月 角川書店 / 2002年10月 角川文庫）
- 新世界より[15]（2008年1月 講談社【上・下】 / 2009年8月 講談社ノベルス / 2011年1月 講談社文庫【上・中・下】）
- 悪の教典（2010年7月 文藝春秋【上・下】/ 2011年11月 文藝春秋ノベルス / 2012年8月 文春文庫【上・下】）
  - ノベルス版と文庫版下巻には単行本未収録の書き下ろし掌編「秘密」「アクノキョウテン」を併録。
- ダークゾーン（2011年2月 祥伝社 / 2012年8月 ノン・ノベル / 2013年8月 祥伝社文庫【上・下】 / 2017年12月 角川文庫【上・下】）
- 雀蜂（2013年10月 角川ホラー文庫）
- 罪人の選択（2020年3月 文藝春秋 / 2022年11月 文春文庫）
  - 収録作品：夜の記憶 / 呪文 / 罪人の選択 / 赤い雨
- 我々は、みな孤独である（2020年9月 角川春樹事務所 / 2022年5月 ハルキ文庫）
- 兎は薄氷に駆ける（2024年3月 毎日新聞出版）
- さかさ星 (2024年10月 角川書店)

#### エッセイ集
- 極悪鳥になる夢を見る 貴志祐介エッセイ集（2013年9月 青土社）
  - 【改題】極悪鳥になる夢を見る（2017年4月 文春文庫）

#### ビジネス書
- エンタテインメントの作り方（2015年8月 KADOKAWA）
  - 【改題】エンタテインメントの作り方 売れる小説はこう書く（2017年10月 角川新書）

### アンソロジー
「」内が貴志祐介の作品
- ミステリーの書き方（2010年11月 幻冬舎 / 2015年10月 幻冬舎文庫）※執筆作法「悪役の特権」
- 日本の作家60人 太鼓判!のお取り寄せ（2011年6月 講談社）※エッセイアンソロジー「鮒寿し」
- ベスト本格ミステリ2012（2012年6月 講談社ノベルス）「密室劇場」
  - 【改題】探偵の殺される夜 本格短編ベスト・セレクション（2016年1月 講談社文庫）
- ザ・ベストミステリーズ 推理小説年鑑 2013（2013年4月 講談社）「ゆるやかな自殺」
  - 【分冊・改題】Symphony 漆黒の協奏曲 ミステリー傑作選（2016年4月 講談社文庫）
- SFマガジン700【国内篇】（2014年5月 ハヤカワ文庫SF）「夜の記憶」
- サイドストーリーズ（2015年3月 角川文庫）「一服ひろばの謎」-『鍵のかかった部屋』番外編
- 推理作家謎友録 日本推理作家協会70周年記念エッセイ（2017年8月 角川文庫）※エッセイアンソロジー「この十年の雑感」
- もの語る一手（2025年4月 講談社）「王手馬取り」

### 単著未収録・未刊行作品

#### 長編
- 死が二人を結ぶまで（角川書店『KADOKAWAミステリ』1999年11月号 - 2001年8月号、連載終了[16]）
- 新世界ゼロ年（講談社『小説現代』2011年8月号 - 2018年10月号、休載）
- 擁壁の町（日本経済新聞社『日本経済新聞』2014年10月14日 - 2015年12月28日、連載終了）
- 染着（新潮社『週刊新潮』2015年12月 - 2019年7月、連載終了）
- 辻占の女（文藝春秋『週刊文春』2020年9月10日号 -2021年10月28日号 、連載終了）

#### 短編・中編
- 凍った嘴（第12回ハヤカワ・SFコンテスト佳作）-『S-Fマガジン』1986年11月号にあらすじのみ掲載
- 穴埋め問題（読売新聞社『読売新聞』2012年10月2日朝刊）
- 王手馬取り（講談社『小説現代』2024年11月号）

## メディア・ミックス

### 映画
- 黒い家（1999年11月13日公開、配給：松竹、監督：森田芳光、主演：内野聖陽、大竹しのぶ）
- ISOLA 多重人格少女（2000年1月22日公開、配給：東宝、監督：水谷俊之、主演：木村佳乃、原作：十三番目の人格 ISOLA）
- 青の炎（2003年3月15日公開、配給：東宝、監督：蜷川幸雄、主演：二宮和也）
- 검은 집（黒い家）【韓国版】（2007年6月21日公開、監督：シン・テラ、主演：ファン・ジョンミン）
- 悪の教典[17]（2012年11月10日公開、配給：東宝、監督：三池崇史、主演：伊藤英明）- R15+指定

### テレビドラマ
- 鍵のかかった部屋（2012年4月16日 - 6月25日、全11話、フジテレビ系、主演：大野智、原作：鍵のかかった部屋 / 硝子のハンマー / 狐火の家）

### 配信ドラマ
- 悪の教典－序章－（2012年10月15日配信開始、全4話、BeeTV / dマーケット VIDEOストア、主演：伊藤英明、原作：悪の教典）[18]

### テレビアニメ
- 新世界より（2012年10月2日 - 2013年3月22日、テレビ朝日系、監督：石浜真史、主演声優：種田梨沙ほか）

### 漫画
- ISOLA 多重人格少女（画：凜野ミキ、1999年12月 角川書店）
- 青の炎（画：新井理恵、2003年3月 角川書店）
- 新世界より（画：及川徹、2012年10月 - 2014年8月 講談社コミックス 全7巻）
- 悪の教典（画：烏山英司、2012年10月 - 2015年9月 講談社アフタヌーンKC 全9巻）
- クリムゾンの迷宮（画：三上達矢、2013年1月 - 2014年6月 小学館 ビッグコミックス 全3巻）
- 天使の囀り（画：貘九三口造、2020年12月 朝日新聞出版 全2巻）

## 出演

### 映画（出演）
- 黒い家（1999年11月13日公開、松竹）- 営業マン 役
- ISOLA 多重人格少女（2000年1月22日公開、東宝）- カメオ出演
- 悪の教典（2012年11月10日公開、東宝）- 教師 役[17]

### ラジオ
- ラジオ版学問ノススメ（2013年11月3日放送）
- People 編集長！お時間です。（2015年9月23日放送）

### テレビドラマ（出演）
- 鍵のかかった部屋 第3話（2012年4月30日、フジテレビ系）- 毒島薫 役

### テレビアニメ（出演）
- 新世界より 第3話（テレビ朝日系）- カメオ出演（狩猟民族役）

### 情報番組
- ベストセラーBOOK TV（2011年8月5日、BSイレブン） - ゲスト出演
- 辰巳琢郎のワイン番組（2012年11月17日、BSフジ）- ゲスト出演[19]
- 加藤浩次の本気対談!コージ魂!!（2013年2月14日、BS日テレ）- ゲスト出演[20]